# Internet Explorer
Internet Explorer (anteriormente Microsoft Internet Explorer y Windows Internet Explorer, usualmente abreviado a IE) es una serie descontinuada de navegadores web gráficos desarrollado por Microsoft para el sistema operativo Microsoft Windows desde 1995. Se lanzó por primera vez como parte del paquete complementario "Plus!" para Windows 95 ese año.
Las versiones posteriores estaban disponibles como descargas gratuitas, o en Service Packs, e incluidas en determinadas versiones de fabricante de equipo original (OEM) de Windows 95 y de forma predeterminada en versiones posteriores de Windows. 
El desarrollo de nuevas funciones para el navegador se interrumpió en 2016 a favor de su nuevo navegador Microsoft Edge. Dado que Internet Explorer es un componente de Windows y se incluye en las versiones de ciclo de vida a largo plazo de Windows, como Windows Server 2019, seguirá recibiendo actualizaciones de seguridad hasta al menos 2029. Microsoft anunció en agosto de 2020 que a partir de agosto de 2021, los productos Microsoft 365 basados en la web ya no admitirán Internet Explorer. El soporte para Microsoft Teams finalizó el 30 de noviembre de 2020.
Fue uno de los navegadores web más utilizados de Internet desde 1999, con un pico máximo de cuota de utilización del 95 % entre 2002 y 2003. Sin embargo, dicha cuota de mercado había disminuido paulatinamente con los años debido a una renovada competencia por parte de otros navegadores, logrando aproximadamente entre el 30 % y 54 % en 2012, y aún menos, cuando logra ser superado por Google Chrome, dependiendo de la fuente de medición global. La situación empeoró cada vez más en el 2012 cuando tuvo un bajón del 53 % al 33 % hasta el momento su cuota sigue en descenso con un 27 % de la cuota hasta su eliminación.
Internet Explorer 11 estaba disponible para Windows 7 SP1, Windows 8, Windows 8.1 y Windows 10. Los sistemas operativos Windows Vista, Windows XP, Windows Server 2003 y anteriores ya no están soportados. Esta nueva versión de Internet Explorer incorporó considerables avances en la interpretación de estándares web respecto a sus precursores, como el soporte para CSS3, SVG, HTML5 (incluyendo las etiquetas <audio>, <video> y <canvas>), el formato de archivo tipográfico web "WOFF", además de incluir mejoras de rendimiento como la aceleración por hardware para el proceso de renderizado de páginas web y un nuevo motor de JavaScript denominado Chakra.
También se habían producido compilaciones de Internet Explorer (algunas actualmente descontinuadas) para otros sistemas operativos, incluyendo Internet Explorer Mobile (Windows CE y Windows Mobile), Internet Explorer para Mac (Mac OS 7.01 a 10) e Internet Explorer para UNIX (Solaris, HP-UX) y Xbox 360.
El 17 de marzo de 2015, Microsoft anunció que Microsoft Edge reemplazaría a Internet Explorer como el navegador predeterminado en sus dispositivos con Windows 10 (mientras que desde entonces se ha anunciado la compatibilidad con Windows más antiguo, dado que hasta 2019 Edge todavía tiene una participación menor que la de IE, que está en declive). Esto hizo que Internet Explorer 11 fuera la última versión (sin embargo, IE 8, 9 y 10 también recibieron actualizaciones de seguridad hasta 2019) Internet Explorer, sin embargo, permaneció en Windows 10 y Windows Server 2019 principalmente para fines empresariales.
Desde el 12 de enero de 2016, solo Internet Explorer 11 tenía soporte oficial para los consumidores; el soporte extendido para Internet Explorer 10 terminó el 31 de enero de 2020. El soporte varía según las capacidades técnicas del sistema operativo y su ciclo de vida de soporte.
El 20 de mayo de 2021, se anunció que el soporte completo para la aplicación de escritorio de Internet Explorer se suspendería el 15 de junio de 2022 en ciertos sistemas operativos, después de lo cual, la alternativa será Microsoft Edge con modo IE para sitios heredados.  Microsoft se compromete a admitir Internet Explorer de esa manera al menos hasta 2029, con un aviso de un año antes de que se suspenda. El modo IE "utiliza el motor Trident MSHTML", es decir, el código de renderizado de Internet Explorer.

## Historia

### Internet Explorer 1
El proyecto Internet Explorer se inició en el verano de 1994 por Thomas Reardon y, posteriormente, dirigido por Benjamin Slivka. De acuerdo a una reseña de 2003 del Instituto de Tecnología de Massachusetts, Reardon usó el código fuente del navegador web Mosaic de Spyglass, Inc., uno de los primeros navegadores web comerciales con vínculos formales con el navegador pionero NCSA Mosaic.
A finales de 1994; Microsoft se acogió al licenciamiento de Spyglass Mosaic para su ulterior desarrollo, mediante un pago trimestral más un porcentaje de los ingresos producidos por las ganancias que recibiera del software. Aunque con un nombre similar al NCSA Mosaic, Spyglass Mosaic utilizó el código fuente de NCSA Mosaic solo con moderación.
La primera versión, denominada Microsoft Internet Explorer, fue lanzada por primera vez para su instalación como un complemento de Microsoft Plus! para Windows 95 en el año de 1995. Internet Explorer 1.5 fue lanzada varios meses después, para Windows NT y se agregó soporte para la representación básica de tablas. Sin embargo, el permitir que el sistema operativo llevara consigo el navegador de forma gratuita (evitando con ello el pago de regalías a Spyglass, Inc.), hizo que poco después se tradujera en una demanda y una posterior indemnización de varios millones de dólares.

### Internet Explorer 2-10
La Versión 2.0, lanzada el 27 de noviembre de 1995, presentaba el soporte de JavaScript, la administración de marcos, SSL (Secure Socket Layer), el uso de cookies y NNTP para grupos de noticias. Es compatible con el sistema operativo Mac OS.
La versión 3.0 fue lanzada en agosto de 1996 y venía integrada en la versión OSR2 de Windows 95. Esta versión marcó la adopción del ícono del software (la e azul en lugar del planeta Tierra). También marca grandes cambios en la interfaz del software (que no cambiará mucho en versiones posteriores). Finalmente algunas adiciones de características con soporte para archivos de tipo MIDI y el debut de las hojas de estilo en cascada (CSS).
La versión 4.0 fue lanzada en 1997 e integrada con Windows 98. Este lanzamiento presenta soporte para HTML Dinámico (DHTML) y marca el comienzo de la integración completa de la aplicación en el sistema (administrador de archivos, escritorio, barra de tareas) y, por lo tanto, es muy difícil de desinstalar.
La versión 5.0 fue lanzada en marzo de 1999. Entre las novedades, presenta texto bidireccional, XML y soporte XSL y revisa el soporte de CSS.
Integrado con Windows Me, la versión 5.5 introduce el uso de cifrado SSL de 128 bits.
En 2001, la versión 6.0 venía con Windows XP y ya no era compatible con Windows 95. No había cambiado, a excepción de las pequeñas actualizaciones. Auge y problemas de seguridad se resistían. El equipo de desarrollo se disolvió hasta 2005. A finales del 2004, el Service Pack 2 (SP2) de Windows XP mejora la seguridad de IE 6 y agrega ventanas emergentes de bloqueo.
En 2005, Microsoft comenzó el desarrollo de Internet Explorer 7. Fue lanzado en 2008 y era el navegador por defecto en Windows Vista y WIndows Server 2008. Incluyó navegación con pestañas, un agregador RSS, un filtro antiphishing y mejoras de representación ( HTML 4.01 / CSS 2) y otros, desarrollados a continuación.
El 19 de marzo de 2009, Internet Explorer 8 estaba finalizado y disponible para su descarga. Integra la separación de pestañas en procesos separados, aceleradores, Webslices, navegación privada y un modo de renderizado compatible con IE 7 llamado "Vista de compatibilidad".
En noviembre de 2009, Microsoft presentó por primera vez Internet Explorer 9, y mejora su reputación de cumplir con los estándares web.
En abril de 2011, se presentó la versión 10 del navegador.

### Internet Explorer 11
Internet Explorer 11 apareció en una actualización de Windows 8.1 que se lanzó el 17 de octubre de 2013. Incluyó un mecanismo incompleto para sincronizar pestañas. Es una actualización importante de sus herramientas de desarrollador, escalado mejorado para pantallas de alto ppp (DPI), soporte de prerender y prefetch HTML5, codificación JPEG acelerada por hardware, subtítulos cerrados, pantalla completa en HTML5, y es el primer Internet Explorer que admite WebGL y el protocolo SPDY de Google (a partir de v3). Esta versión de IE tiene características dedicadas a Windows 8.1, incluida la criptografía (WebCrypto), streaming de tasa de bits adaptable (Media Source Extensions) y Encrypted Media Extensions.
Internet Explorer 11 se puso a disposición de los usuarios de Windows 7 para su descarga el 7 de noviembre de 2013, con actualizaciones automáticas en las siguientes semanas.
La cadena de agente de usuario de Internet Explorer 11 ahora identifica al agente como "Trident" (el motor de renderizado) en lugar de "MSIE". También anuncia compatibilidad con Gecko (el motor de renderizado de Firefox).
Microsoft afirmó que Internet Explorer 11, corriendo el benchmark de JavaScript "SunSpider", de los desarrolladores de WebKit, era el navegador más rápido al 15 de octubre de 2013.

### Posterior a Internet Explorer
Microsoft Edge, presentado oficialmente el 21 de enero de 2015, ha reemplazado a Internet Explorer como el navegador predeterminado en Windows 10. Internet Explorer  estuvo instalado durante un tiempo más en Windows 10 para mantener la compatibilidad con sitios web antiguos y sitios de intranet que requieren ActiveX y otras tecnologías web heredadas de Microsoft.
Según Microsoft, el desarrollo de nuevas características para Internet Explorer ha cesado. Pero no significaba que no continuará manteniéndose como parte de la política de soporte para las versiones de Windows con las que está incluido.
El 1 de junio de 2020, Internet Archive eliminó la última versión de Internet Explorer de su lista de navegadores compatibles, citando su infraestructura anticuada que dificulta el trabajo, siguiendo la sugerencia del jefe de seguridad de Microsoft, Chris Jackson, de que los usuarios no la utilicen. como su navegador preferido.
Desde el 30 de noviembre de 2020, ya no se puede acceder a la versión web de Microsoft Teams mediante Internet Explorer 11, seguido de las aplicaciones restantes de Microsoft 365 desde el 17 de agosto de 2021.
El 15 de junio de 2022, la aplicación de escritorio de Internet Explorer fue retirada y alcanzó su fecha límite de soporte para ciertas versiones de Windows 10, siendo la alternativa recomendada por Microsoft el navegador Microsoft Edge con modo de compatibilidad para sitios web y aplicaciones basados en IE.
El 14 de febrero de 2023, la aplicación de escritorio de IE11 comenzó a ser deshabilitada en ciertas versiones de Windows 10 mediante una actualización de Microsoft Edge.

### Historial de lanzamientos
| Color | Versión               |
| ----- | --------------------- |
| Rojo  | Antigua (sin soporte) |
| Verde | Última versión        |

| Versión mayor | Versión menor                         | Fecha de publicación     | Cambios significativos | Incluido en                                         |
| ------------- | ------------------------------------- | ------------------------ | --- | --------------------------------------------------- |
| Versión 1     | 1.0                                   | agosto de 1995           | Versión inicial. | Microsoft Plus! para Windows 95                     |
| Versión 1     | 1.5                                   | enero de 1996            | Compatible con Windows NT 3.5 |                                                     |
| Versión 2     | 2.0 (beta)                            | octubre de 1995          | Compatibilidad con tablas en HTML y otros elementos. |                                                     |
| Versión 2     | 2.0                                   | 27 de noviembre de 1995  | Soporte para SSL, cookies, VRML, y grupos de noticias en Internet. | Windows NT 4.0 Windows 95 OSR1 Internet Starter Kit |
| Versión 2     | 2.01                                  | Desconocida              | Corrección de errores. |                                                     |
| Versión 3     | 3.0 (alpha 1)                         | marzo de 1996            | Compatibilidad mejorada con tablas en HTML, marcos y otros elementos. |                                                     |
| Versión 3     | 3.0 (alpha 2)                         | mayo de 1996             | Compatibilidad con VBScript y JScript. |                                                     |
| Versión 3     | 3.0 (beta 2)                          | julio de 1996            | Compatibilidad con CSS y Java. |                                                     |
| Versión 3     | 3.0                                   | agosto de 1996           | Lanzamiento final. | Windows 95 OSR2                                     |
| Versión 3     | 3.01                                  | octubre de 1996          | Corrección de errores. |                                                     |
| Versión 3     | 3.02                                  | marzo de 1997            | Corrección de errores. |                                                     |
| Versión 3     | 3.03                                  | Desconocida              | Corrección de errores. |                                                     |
| Versión 4     | 4.0 (beta 1)                          | abril de 1997            | Compatibilidad mejorada con CSS y Microsoft DOM. |                                                     |
| Versión 4     | 4.0 (beta 2)                          | julio de 1997            | Compatibilidad mejorada con HTML y CSS. |                                                     |
| Versión 4     | 4.0                                   | septiembre de 1997       | Compatibilidad mejorada con HTML y CSS. | Windows 95 OSR2.5                                   |
| Versión 4     | 4.01                                  | noviembre de 1997        | Corrección de errores. | Windows 98                                          |
| Versión 5     | 5.0 (beta 1)                          | junio de 1998            | Compatibilidad con más características de CSS 2. |                                                     |
| Versión 5     | 5.0 (beta 2)                          | noviembre de 1998        | Compatibilidad con texto bidireccional, caracteres ruby, XML/XSL y más propiedades de CSS. |                                                     |
| Versión 5     | 5.0                                   | marzo de 1999            | Lanzamiento final. Última versión para Windows 3.x y Windows NT 3.x | Windows 98 SE                                       |
| Versión 5     | 5.01                                  | noviembre de 1999        | Corrección de errores. | Windows 2000                                        |
| Versión 5     | 5.5 (beta 1)                          | diciembre de 1999        | Compatibilidad con más características de CSS. Cambios menores en compatibilidad con marcos. |                                                     |
| Versión 5     | 5.5                                   | julio de 2000            | Lanzamiento final. Última versión para Windows 95. | Windows Me                                          |
| Versión 5     | 5.6                                   | agosto del 2000          | Incluida en Windows Whistler build 2257. | Windows Whistler                                    |
| Versión 6     | 6.0 (beta 1)                          | 22 de marzo de 2001      | Compatibilidad mejorada con CSS y corrección de varios errores para ajustarse mejor a los estándares de la W3C. |                                                     |
| Versión 6     | 6.0                                   | 27 de agosto de 2001     | Lanzamiento final. Eliminación de la característica smart tag incluida en la beta. Soporte finalizado el 30 de septiembre de 2005. | Windows XP Windows Server 2003                      |
| Versión 6     | 6.0 (SP1)                             | 9 de septiembre de 2002  | Parches de corrección de vulnerabilidades. Última versión para Windows NT 4.0, 98, Me y 2000. Soporte finalizado el 10 de octubre de 2006. | Windows XP SP1                                      |
| Versión 6     | 6.0 (SP2)                             | 25 de agosto de 2004     | Parches de corrección de vulnerabilidades. Bloqueador de ventanas emergentes y controles ActiveX. Administrador de complementos. Soporte finalizado el 13 de julio de 2010. | Windows XP SP2 Windows Server 2003 SP1              |
| Versión 6     | 6.0 (SP3)                             | 21 de abril de 2008      | Últimas actualizaciones incluidas con el SP3 de Windows XP. Soporte extendido hasta el 8 de abril de 2014. | Windows XP SP3                                      |
| Versión 7     | 7.0 (beta 1)                          | 27 de julio de 2005      | Compatibilidad con gradiente alfa en imágenes PNG. Corrección de errores en CSS. Navegación por pestañas. Soporte para certificados EV SSL. Filtro anti-phishing. | Windows Vista Beta                                  |
| Versión 7     | 7.0 (beta 2) "Preview"                | 31 de enero de 2006      | Características completas. Más correcciones de errores en CSS. Integración de plataformas de fuentes web. Nueva interfaz. Pestañas rápidas. |                                                     |
| Versión 7     | 7.0 (beta 2)                          | 25 de abril de 2006      | Más correcciones de errores en CSS. Correcciones de compatibilidad entre aplicaciones. |                                                     |
| Versión 7     | 7.0 (beta 3)                          | 29 de junio de 2006      | Arreglo de errores de renderizado en CSS. |                                                     |
| Versión 7     | 7.0 (RC1)                             | 24 de agosto de 2006     | Mejoras en funcionamiento, estabilidad, seguridad, compatibilidad entre aplicaciones y ajustes finales a CSS. |                                                     |
| Versión 7     | 7.0                                   | 18 de octubre de 2006    | Lanzamiento final. Soporte extendido hasta el 11 de abril de 2017. | Windows Vista Windows Server 2008                   |
| Versión 8     | 8.0 (beta 1)                          | 5 de marzo de 2008       | CSS 2.1, Servicios Contextuales. Aceleradores. Web Slices. Aislamiento de pestañas y protección DEP activada por defecto. Recuperación automática en caso de bloqueo. Filtro antiphising y antimalware mejorado (SmartScreen). Aumento a 6 del número de conexiones HTTP para mejorar la respuesta en la navegación. |                                                     |
| Versión 8     | 8.0 (beta 2)                          | 27 de agosto de 2008     | Corrección de errores en CSS 2.1. Navegación privada y bloqueo de recolección de información (características InPrivate). Barra de direcciones inteligente. Sugerencias para búsquedas. Pestañas agrupadas por color. Exploración mediante el símbolo de intercalación ("caret browsing").                           | Windows 7 Pre-Beta                                  |
| Versión 8     | 8.0 (Pre-RC1)                         | 11 de diciembre de 2008  | Corrección de errores en CSS. Mejoras en las herramientas para desarrolladores. Cambios en Vista de compatibilidad. Mejoras en la administración de favoritos y otros cambios menores en la interfaz. Cambios en el funcionamiento de los modos exploración y bloqueo de InPrivate.                                  | Windows 7 Beta                                      |
| Versión 8     | 8.0 (RC1)                             | 26 de enero de 2009      | Corrección de errores en CSS. Cambios menores en la administración de favoritos y en la barra de búsqueda. | Windows 7 RC1                                       |
| Versión 8     | 8.0                                   | 19 de marzo de 2009      | Lanzamiento final. Última versión para Windows XP y Windows Server 2003. | Windows 7 Windows Server 2008 R2                    |
| Versión 9     | 9.0 (Preview 1) v1.9.7745.6019        | 16 de marzo de 2010      | Soporte para algunos selectores CSS3 (incluye propiedad border-radius), HTML5 y SVG. Nuevo intérprete JavaScript (nombre código Chakra). Aceleración por hardware del proceso de renderizado web usando Direct2D y DirectWrite.                                                                                      |                                                     |
| Versión 9     | 9.0 (Preview 2) v1.9.7766.6000        | 5 de mayo de 2010        | Soporte para más funciones SVG, HTML5, DOM y todos los selectores CSS3. Mejoras en rendimiento JavaScript. |                                                     |
| Versión 9     | 9.0 (Preview 3) v1.9.7874.6000        | 23 de junio de 2010      | Soporte para etiquetas HTML5 <audio>, <video> y <canvas>. Soporte al formato de archivo tipográfico web WOFF. Mejoras de rendimiento gráfico y JavaScript. |                                                     |
| Versión 9     | 9.0 (Preview 4) v1.9.7916.6000        | 4 de agosto de 2010      | Corrección de errores en CSS. Puntuación de 100/100 en la prueba Acid3. Soporte para ECMAScript5 (ES5). Cambio de arquitectura en el intérprete JScript. Mejoras de rendimiento. |                                                     |
| Versión 9     | 9.0 (Preview 5) v1.9.7930.16406       | 15 de septiembre de 2010 | Corrección de errores en CSS y JavaScript. Añadidas nuevas funciones para el motor Chakra. Incorporación de API para registros de rendimiento. |                                                     |
| Versión 9     | 9.0 (Beta)                            | 15 de septiembre de 2010 | Nueva interfaz de usuario: barra de direcciones y búsqueda combinadas (One Box) de tamaño modificable; cambios en el manejo de pestañas; nueva barra de notificaciones; posibilidad de anclar sitios web a la barra de tareas de Windows como aplicaciones; nuevo administrador de descargas.                        |                                                     |
| Versión 9     | 9.0 (Preview 6) v1.9.8006.6000        | 28 de octubre de 2010    | Corrección de errores en CSS, JavaScript, DOM y HTML5. Añadidas nuevas funciones en las herramientas de desarrollo incorporadas. Añadido soporte para transformaciones CSS3 2D. |                                                     |
| Versión 9     | 9.0 (Preview 7) v1.9.8023.6000        | 17 de noviembre de 2010  | Mejoras drásticas en rendimiento JavaScript debido a la incorporación de un sistema de depuración de código en el proceso de compilación realizado por el motor Chakra. |                                                     |
| Versión 9     | 9.0 (Preview 8) v1.9.8080.16413       | 10 de febrero de 2011    | Corrección de errores en CSS, JavaScript, DOM y HTML5. Mejoras de rendimiento gráfico, JavaScript y caché de red. |                                                     |
| Versión 9     | 9.0 (Release Candidate)               | 10 de febrero de 2011    | Mejoras en la interfaz de usuario, personalización y el manejo de pestañas. Nueva herramienta para filtrar contenidos que pueden tener un impacto en privacidad (Protección de rastreo). |                                                     |
| Versión 9     | 9.0                                   | 14 de marzo de 2011      | Lanzamiento final. Última versión para Windows Vista y Windows Server 2008. Última versión para Windows 7 y Windows Server 2008 R2 sin SP1. |                                                     |
| Versión 10    | 10.0 (Preview 1) v2.10.1000.16394     | 12 de abril de 2011      | Soporte para varias propiedades CSS3 (multicolumna, cuadrícula, caja flexible, degradados, transiciones y transformaciones 3D), además del modo estricto ECMAScript5. Mejoras en el soporte de HTML5. | Windows 8 Development Preview                       |
| Versión 10    | 10.0 (Preview 2) v2.10.1008.16421     | 29 de junio de 2011      | Soporte para positioned floats, arrastrar y soltar, API de archivos de HTML5, caja de arena (sandbox) HTML5, HTML5 Web Workers. | Windows 8 Consumer Preview                          |
| Versión 10    | 10.0 (Developer Preview) v10.0.8102.0 | 13 de septiembre de 2011 | Compatible con Windows 8. Añade compatibilidad con transformaciones CSS en 3D, sombra de texto en CSS, efectos de filtro SVG, comprobación de ortografía, autocorrección, almacenamiento local de datos con IndexedDB y caché de aplicaciones HTML5, Web Sockets, así como pestañas en modo InPrivate.               | Windows 8 Release Preview                           |
| Versión 10    | 10.0                                  | 26 de octubre de 2012    | Lanzamiento final. | Windows 8                                           |
| Versión 11    | 11.0 (Preview 1) v2.10.1000.16394     | 20 de junio de 2012      | Soporte para varias propiedades CSS3 (multicolumna, cuadrícula, caja flexible, degradados, transiciones y transformaciones 3D), además del modo estricto ECMAScript5. Mejoras en el soporte de HTML5. |                                                     |
| Versión 11    | 11.0 (Preview 2) v11.0.9431.194       | 18 de septiembre de 2013 | Soporte para varias propiedades CSS3, además del modo estricto ECMAScript5. Mejoras en el soporte de HTML5. | Windows 8.1 Preview                                 |
| Versión 11    | 11.0                                  | 7 de noviembre de 2013   | Lanzamiento final. Última versión para Windows 7, Windows 8, Windows 8.1 y Windows 10. | Windows 8.1 Windows 10                              |

Notas
- Las diversas versiones de Internet Explorer para Windows recibió el mismo soporte (dentro del ciclo de vida) del sistema operativo al que fue lanzado. Información del ciclo de vida de soporte para sistemas operativos Windows®.
- No se incluyen Service Packs a menos que sean significativos.

## Otras versiones
Otra versión vigente desde finales de la década de 1990 y que se incluye en dispositivos OEM, es denominada Internet Explorer for Windows CE (IE CE), la cual está disponible para plataformas WinCE y actualmente construida sobre la base de IE6.
Para dispositivos móviles como PDA y teléfonos inteligentes, existe Internet Explorer for Pocket PC, renombrada como Internet Explorer Mobile for Windows Mobile. Esta versión disponible para el sistema operativo Windows Mobile, continúa desarrollándose junto con las versiones más avanzadas para equipos de escritorio listadas en la anterior tabla.

## Características
Internet Explorer ha sido diseñado para una amplia gama de páginas web y para proporcionar determinadas funciones dentro de los sistemas operativos, incluyendo Windows Update. Durante el apogeo de la guerra de navegadores, Internet Explorer sustituyó a Netscape cuando se encontraban a favor de apoyar las progresivas características tecnológicas de la época.

### Soporte de estándares

Comparación de los motores de renderizado.

Internet Explorer, utilizando el motor de diseño Trident: 
- Soporta HTML 4.01, CSS 1.0, CSS 2.1, XML 1.0 y DOM nivel 1, con brechas de implementación menores. El soporte para gran parte del borrador de estándar CSS3, así como HTML5 está en el proyectado para Internet Explorer 9.[70]
- Es totalmente compatible con XSLT 1.0, así como un dialecto de XSLT obsoleto creado por Microsoft al que se refiere a menudo como WD-XSL. Está proyectado soporte para XSLT 2.0 para versiones futuras de Internet Explorer, blogueros de Microsoft han indicado que el desarrollo está en marcha, pero las fechas no se han anunciado.
- Casi completa conformidad con CSS 2.1 se ha agregado en la versión de Internet Explorer 8..[71][72] El motor de renderizado tridente en Internet Explorer 9 en 2011 obtuvo el puntaje más alto en el conjunto de pruebas de conformidad oficial del W3C para CSS 2.1 de todos los navegadores principales.[73]
- Admite XHTML en Internet Explorer 9 (versión 5.0 de Trident). Las versiones anteriores pueden generar documentos XHTML creados con principios de compatibilidad HTML y servidos con un tipo MIME text/html.
- Admite un subconjunto[74] de SVG en Internet Explorer 9 (versión 5.0 de Trident), excluyendo fuentes y filtros SMIL, SVG.

Internet Explorer usa una selección de modo de DOCTYPE para elegir entre el modo estándar y el "modo quirk", en el que simula de forma deliberada comportamientos no estándar de versiones anteriores de MSIE para renderizar HTML y CSS en la pantalla (Internet Explorer siempre usa el modo estándar para imprimir). También proporciona su propio dialecto de ECMAScript llamado JScript.
Internet Explorer ha sido objeto de críticas por su limitado soporte a estándares web abiertos, se dice que un objetivo de mayor importancia de Internet Explorer 9, era mejorar el soporte a las normas ya dichas.
Internet Explorer fue criticado por Tim Berners-Lee por su soporte limitado para SVG, el cual es promovido por el W3C.

### Extensiones no estándares

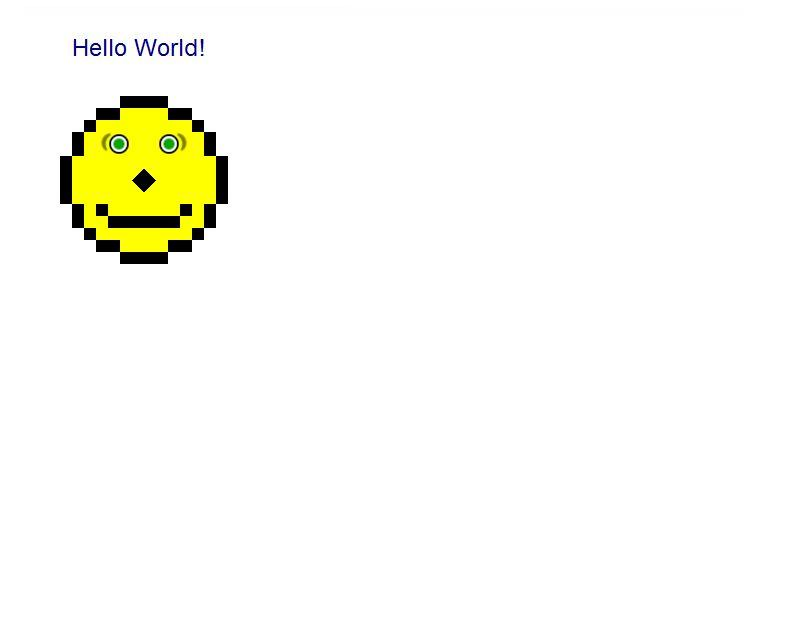
Resultado de la prueba Acid2 que revisa la conformidad con la norma estándar CSS2 en Internet Explorer 8.

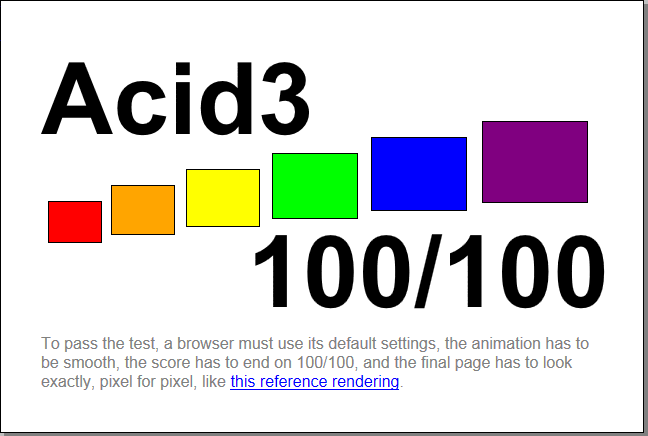
Acid3 en Internet Explorer 9. Acid3 prueba la compatibilidad con los lenguajes Document Object Model (DOM) y JavaScript, además de SVG y CSS3 (aunque este último no es aún estándar).

Internet Explorer ha introducido una serie de extensiones propietarias de muchas de las normas, incluyendo HTML, CSS y el DOM. Esto ha dado lugar a una serie de páginas web que solo se podían ver correctamente con Internet Explorer.
Internet Explorer ha introducido una serie de prórrogas a JavaScript que han sido adoptadas por otros navegadores. Estas incluyen innerHTML, que devuelve a la cadena HTML dentro de un elemento, que formaba parte de IE5 y se estandarizó como parte de HTML5 aproximadamente 15 años después de que todos los demás navegadores lo implementaran para mayor compatibilidad; el objetoXML HTTP Request, que permite el envío de la petición HTTP y la recepción de la respuesta HTTP. Algunas de estas funcionalidades no fueron posibles hasta la introducción de los métodos de DOM del W3C. Su extensión de caracteres Ruby a HTML también se acepta como un módulo en W3C XHTML 1.1, aunque no se encuentra en todas las versiones de W3C HTML.
Microsoft presentó varias otras características de IE para su consideración por el W3C para su estandarización. Estos incluyen la propiedad CSS 'behavior', que conecta los elementos HTML con comportamientos JScript (conocidos como COMPONENTES HTML, HTC), el perfil HTML+TIME, que agrega soporte de sincronización de medios y tiempo a los documentos HTML (similar al W3C XHTML+SMIL)y el formato de archivo de gráficos vectoriales VML. Sin embargo, todos fueron rechazados, al menos en sus formas originales; VML se combinó posteriormente con PGML (propuesto por Adobe y Sun),lo que resultó en el formato SVG aprobado por el W3C, uno de los pocos formatos de imagen vectorial que se utilizan en la web, que IE no admitió hasta la versión 9.
Otros comportamientos no estándares incluyen: soporte vertical de texto, pero en una sintaxis diferente a la recomendación de la W3C CSS3; soporte para una variedad de efectos de imagen y transiciones de página, que no se encuentran en W3C CSS; apoyo al código de secuencia de comandos ofuscado, en particular JScript Encode, así como soporte a la incrustación de tipos de letra EOT en páginas web.

### Favicon
El soporte para los iconos de navegador (favicon) se agregó por primera vez en Internet Explorer 5. Internet Explorer admite faviconos en formato PNG, GIF estático y formato ICO (propio de Windows). En Windows Vista y versiones posteriores, Internet Explorer puede mostrar iconos nativos de Windows que tienen archivos PNG incrustados.

### Usabilidad y accesibilidad
Internet Explorer hace uso de la accesibilidad prevista en Windows. Internet Explorer también es una interfaz de usuario de FTP, con operaciones similares a las del Explorador de Windows (aunque esta característica requiere una ventana que se abre en las últimas versiones del navegador, en lugar de forma nativa en el navegador). Internet Explorer 5 y 6 tenían una barra lateral para las búsquedas web, lo que permitía saltos a través de las páginas de los resultados enumerados en la barra lateral. Las funciones de bloqueo de ventanas emergente y la navegación por pestañas fueron agregadas respectivamente en Internet Explorer 6 e Internet Explorer 7. La navegación con pestañas también puede ser añadida a las versiones anteriores mediante la instalación de las diferentes barras de herramientas, proporcionadas por los principales motores de búsqueda en internet.

### Caché
Internet Explorer guarda archivos temporales de Internet para permitir un acceso más rápido (o el acceso fuera de línea) a páginas visitadas anteriormente. El contenido está indexado en un archivo de base de datos, conocido como Index.dat. Los archivos múltiples que existen son diferentes índices de contenido, contenido visitado, RSS, Autocompletar, páginas web visitadas, las cookies, etc.
Antes de IE7, la limpieza de la caché solía borrar el índice, pero los archivos no eran eliminados de manera confiable. Esta característica era un riesgo potencial para la seguridad tanto para los individuos como para las empresas. A partir de IE7, tanto el índice de entradas de los archivos como ellos mismos se eliminan de la memoria caché cuando se borra.
El almacenamiento en caché se ha mejorado en IE9.

### Directiva de grupo
Internet Explorer es totalmente configurable mediante la Directiva de Grupo. Los administradores de dominios Windows Server pueden aplicar y hacer cumplir una serie de ajustes que afectan a la interfaz de usuario (por ejemplo, deshabilitar elementos de menú y las opciones de configuración individual), así como las características de seguridad tales como la descarga de archivos, la configuración de la zona, por configuración del sitio, comportamiento de control ActiveX, y otros. La configuración puede ser establecida para cada usuario y para cada máquina. Internet Explorer también soporta la autenticación integrada de Windows.

## Arquitectura

Estructura de IE 8.

Internet Explorer utiliza una arquitectura componentizada en torno al "Modelo de objetos componentes" (COM). Se compone de cinco componentes principales, cada uno de los cuales están contenidos en archivos .dll distintos y exponen un conjunto de interfaces COM que les permite ser usados por el ejecutable principal de Internet Explorer, iexplore.exe:
- Wininet.dll

Wininet.dll es el manejador de protocolo HTTP y FTP. Se ocupa de todas las comunicaciones de red para estos protocolos.
- Urlmon.dll

Urlmon.dll es responsable de la manipulación de contenidos basadas en MIME y descarga de contenido web.
- MSHTML.dll

MSHTML.dll alberga el motor de renderizado Trident introducido en Internet Explorer 4, que se encarga de mostrar las páginas en la pantalla y el manejo de los DOM de las páginas web. MSHTML.dll analiza el HTML/CSS de los archivos y crea el interior de la representación DOM. También expone un conjunto de APIs para la inspección en tiempo de ejecución y modificación del árbol DOM. Internet Explorer no incluye la funcionalidad nativa de secuencias de comandos. Por el contrario MSHTML.dll expone a otro conjunto de APIs que permiten a cualquier entorno de programación ser conectado en el DOM.
- Shdocvw.dll

Shdocvw.dll proporciona la navegación, almacenamiento local y funcionalidades para el navegador.
- Browseui.dll

Browseui.dll es responsable de la interfaz de usuario del navegador, incluyendo el marco de la interfaz gráfica de usuario (chrome), albergando todos los menús y barras de herramientas.
Internet Explorer 8 presenta algunos cambios arquitectónicos importantes, llamados Loosely Coupled IE, o LCIE). LCIE separa el proceso de la interfaz de usuario del proceso que alberga las diferentes aplicaciones web en diferentes pestañas (procesos por pestaña). Un proceso de la interfaz de usuario puede crear varios procesos a la vez, cada uno de los cuales puede ser de diferente nivel de integridad; cada pestaña puede alojar múltiples sitios web. Cada proceso de pestaña tiene su propia caché de cookies. Los dos procesos usan comunicación asíncrona entre procesos para sincronizarse entre sí. En general, habrá un único proceso por cada pestaña abierta con un sitio web. Sin embargo, en Windows Vista con modo protegido activado, la apertura de contenido privilegiado (como páginas HTML locales) crearán un nuevo proceso, para que no sea limitada por el modo de funcionamiento protegido.

## Extensibilidad
Internet Explorer expuso también una serie de interfaces COM que permitían a otros componentes extender la funcionalidad del navegador. La extensibilidad se dividía en dos tipos: «extensibilidad de navegador» y «extensibilidad de contenido». La extensibilidad de navegador podía ser utilizada para conectar componentes, añadir entradas de menú contextual, barras de herramientas, elementos de menú u objetos auxiliares del navegador. El contenido puede estar en términos de documentos activos (por ejemplo, SVG o MathML) o controles ActiveX. Los controles ActiveX son utilizados para los contenidos manipuladores que hacen posible el uso de contenido empotrado dentro de una página HTML (por ejemplo, Adobe Flash o Microsoft Silverlight). Los objetos.doc se utilizan cuando el tipo de contenido no será incrustado en HTML (por ejemplo, Microsoft Word, PDF o XPS).
Las extensiones, llamadas <<Complementos>> dentro de Internet Explorer, se ejecutaban con los mismos privilegios que el navegador mismo, a diferencia de los scripts que tenían un conjunto muy limitado de privilegios. Los complementos podían ser instalados de forma local, o directamente por un sitio web. Dado que los complementos  tienen un acceso privilegiado al sistema, pueden y han sido utilizados para comprometer la seguridad del sistema (complementos maliciosos). Internet Explorer 6 con Service Pack 2 en adelante proporcionaba diversas herramientas en contra de los complementos, incluye un administrador de complementos para el control de los controles ActiveX y los objetos auxiliares del explorador y un modo de operación sin complementos, así como mayores restricciones en los sitios web para instalar complementos.
Internet Explorer podía tener hosting por otras aplicaciones a través de un conjunto de interfaces COM. Esto podía ser usado para incrustar el navegador dentro de la funcionalidad de la aplicación o crear un shell de Internet Explorer. Asimismo, la aplicación de alojamiento podía elegir solo a MSHTML.dll, motor de renderizado, en lugar de todo el navegador.

## Seguridad
Internet Explorer utiliza una seguridad basada en zonas y grupos de sitios sobre determinadas condiciones, incluso si se trata de un Internet o intranet basada en web, así como un usuario en la lista blanca. Las restricciones se aplican para cada zona; todos los sitios en una zona están sujetos a las restricciones.
Internet Explorer 6 SP2 y posteriores utilizan el Anexo de Ejecución del Servicio de Microsoft Windows para marcar los archivos ejecutables descargados de Internet como potencialmente peligrosos. Esto ayuda a la prevención de accidentes en la instalación de malware.
Internet Explorer 7 incluye un filtro contra suplantación de identidad (phishing), que restringe el acceso a sitios falsos a menos que el usuario anule la restricción. Internet Explorer 8, también bloquea el acceso a sitios conocidos por almacenar software malicioso. Las descargas también son analizadas para ver si son conocidas por estar infectadas.
En Windows Vista, Internet Explorer se ejecutaba de manera predeterminada en lo que se denomina Modo protegido, donde los privilegios del navegador en sí están muy restringidos. Se puede, opcionalmente, navegar fuera de este modo, pero no es recomendable. Esto también limita la eficacia de los privilegios de los add-ons. Como resultado de ello, incluso si el navegador o cualquier add-on está en peligro, el daño que puede causar es limitado.
Se liberan periódicamente parches y actualizaciones para el navegador y están disponibles a través del servicio Windows Update, así como a través de Actualizaciones automáticas. Aunque los parches de seguridad siguen siendo lanzados periódicamente para una amplia gama de plataformas, las características más recientes y mejoras de seguridad son liberadas para sistemas basados en Windows Vista y posteriores.

### Vulnerabilidades de seguridad
Internet Explorer ha sido objeto de muchas vulnerabilidades de seguridad y preocupaciones: la mayor parte de spyware, adware, y virus informáticos se transmite través de Internet por la explotación de los fallos y defectos en la arquitectura de seguridad de Internet Explorer, a veces requieren nada más que la visualización de una página web maliciosa para instalar ellos mismos el virus.
Una amplia serie de fallos de seguridad que afectan a IE no se originaron en el navegador en sí, sino en los ActiveX utilizados por este. Debido a que los add-ons tienen los mismos privilegios que IE, los defectos pueden ser tan críticos como un defecto del navegador. Otros navegadores que utilizan NPAPI como su mecanismo de extensibilidad sufren los mismos problemas.

## Cuota de mercado

Gráfica de uso de Internet Explorer

La tasa de adopción de Internet Explorer está estrechamente relacionada con la de Microsoft Windows, ya que es su navegador web predeterminado. Desde la integración de Internet Explorer 2.0 con Windows 95 en 1996, y especialmente después de la versión 4.0, la adopción fue muy acelerada: desde menos del 20% en 1996 a alrededor del 40% en 1998 y más del 80% en el 2000. Este efecto, sin embargo, recientemente se ha denominado el «monocultivo de Microsoft», por analogía a los problemas relacionados con la falta de la biodiversidad en un ecosistema.
Un artículo de CNN señaló en el lanzamiento de Internet Explorer 4 que «Internet Explorer de Microsoft ha hecho avances y diversas estimaciones al poner su cuota de mercado del navegador de 30 a 35% hace un año». En 2002, Internet Explorer había sustituido casi por completo a su principal rival.
Después de haber luchado y ganado la guerra de navegadores de finales del decenio de 1990, Internet Explorer obtuvo casi total dominio del mercado. Después de haber alcanzado un pico de alrededor del 95% durante 2002 y 2003, su cuota de mercado ha disminuido en un lento pero constante ritmo. Esto se debe principalmente a la adopción de Mozilla Firefox. Las estadísticas indican que es actualmente su más importante competencia. Sin embargo, Internet Explorer sigue siendo el navegador dominante, con una cuota de utilización global de alrededor del 66,10% en abril de 2009.
Firefox 1.0 ha superado a Internet Explorer 5 a principios de 2005 con Firefox 1.0 en aproximadamente un 8 por ciento de cuota de mercado.
Un artículo señala en la liberación de Internet Explorer 7 en octubre de 2006, "IE6 tiene la mayor parte del mercado con 77,22%. Internet Explorer 7 ha ascendido a 3,18%, mientras que Firefox 2.0 estaba en 0,69%." en noviembre de 2006, con aproximadamente 9% de cuota de mercado. Firefox 2.0 ha superado a Firefox 1.x en enero de 2007, pero IE7 no supera a IE6 hasta diciembre de 2007.
En enero de 2008, sus respectivas versiones se situaron en 43% IE7, el 32% IE6, el 16% Firefox 2, el 4% Firefox 3, y Firefox 1.x e IE5 en menos de la mitad de 1 por ciento.

### Cuota de mercado por año y versión
Uso aproximado en el tiempo basado en varias fuentes de medición global, promediado para todo un año, un trimestre de este, o el último mes del año, dependiendo de la disponibilidad de las fuentes.
|      | Total   | IE11 | IE10   | IE9     | IE8     | IE7     | IE6     | IE5    | IE4    | IE3 | IE2 | IE1 |
| ---- | ------- | ---- | ------ | ------- | ------- | ------- | ------- | ------ | ------ | --- | --- | --- |
| 2014 |         |      |        |         |         |         |         | 0 %    | 0 %    | 0 % | 0 % | 0 % |
| 2013 | 27.95%  |      | N/A    | N/A     | N/A     | N/A     | N/A     | 0 %    | 0 %    | 0 % | 0 % | 0 % |
| 2012 | 33.68 % |      | 0.08 % | 17.52 % | 11.85 % | 2.25 %  | 1.98 %  | 0 %    | 0 %    | 0 % | 0 % | 0 % |
| 2011 | 56.24 % |      | -      | 5.30%   | 32.36%  | 7.00%   | 10.19%  | 0.01%  | 0 %    | 0 % | 0 % | 0 % |
| 2010 | 60.04 % |      | -      | -       | 29.43 % | 11.61 % | 16.79 % | 0.02 % | 0 %    | 0 % | 0 % | 0 % |
| 2009 | 66.92 % |      | -      | -       | 10.4 %  | 26.1 %  | 27.4 %  | 0.08 % | 0 %    | 0 % | 0 % | 0%  |
| 2008 | 72.65 % |      | -      | -       | 0.34 %  | 46.06 % | 26.2 %  | 0.15 % | 0.01 % | 0 % | 0 % | 0 % |
| 2007 | 78.6 %  |      | -      | -       | -       | 45.5 %  | 32.64 % | 0.45 % | 0.01 % | 0 % | 0 % | 0 % |
| 2006 | 83.3 %  |      | -      | -       | -       | 3.49 %  | 78.08 % | 1.42 % | 0.02 % | 0 % | 0 % | 0 % |
| 2005 | 87.12 % |      | -      | -       | -       | -       | 82.71 % | 4.35 % | 0.06 % | 0 % | 0 % | 0 % |
| 2004 | 91.27 % |      | -      | -       | -       | -       | 83.39 % | 7.77 % | 0.1 %  | 0 % | 0 % | 0 % |
| 2003 | 94.43 % |      | -      | -       | -       | -       | 59 %    | 34 %   | 1 %    | 0 % | 0 % | 0 % |
| 2002 | 93.94 % |      | -      | -       | -       | -       | 50 %    | 41 %   | 1 %    | 0 % | 0 % | 0 % |
| 2001 | 90.83 % |      | -      | -       | -       | -       | 19 %    | 68 %   | 5 %    | 0 % | 0 % | 0 % |
| 2000 | 83.95 % |      | -      | -       | -       | -       | -       | 71 %   | 13 %   | 0 % | 0 % | 0 % |
| 1999 | 75.31 % |      | -      | -       | -       | -       | -       | 41 %   | 36 %   | 1 % | 0 % | 0 % |
| 1998 | 45 %    |      | -      | -       | -       | -       | -       | -      | ?      | ?   | ?   | ?   |
| 1997 | 39.4 %  |      | -      | -       | -       | -       | -       | -      | ?      | ?   | ?   | ?   |
| 1996 | 20 %    |      | -      | -       | -       | -       | -       | -      | -      | ?   | ?   | ?   |
| 1995 | 2.9 %   |      | -      | -       | -       | -       | -       | -      | -      | -   | ?   | ?   |

Desde el 2004 el navegador empezó a descender de forma leve pero preocupante, a pesar de que se mantenía en la primera posición pero fue aún más preocupante cuando se lanzó Google Chrome, navegador que creció enormemente y le arrebató el primer lugar en poco tiempo además que tuvo un bajón en el 2012 con respecto al 2011 bajando de 56,24% a 33,23% siguiendo el 2013 hasta septiembre el navegador sigue en descenso con 27,95% estando cerca de Firefox, el navegador es criticado por muchos y catalogado como uno de los peores debido a su gran lentitud y que a eso se ha debido su gran caída en el mercado.
Las mediciones de uso varían en gran manera según las metodologías de los investigadores quienes deciden usar o no las ponderaciones, agrupar o no el número de visitas diarias a un sitio, y usar muestras de miles o millones de usuarios. Según estas mediciones Internet Explorer tiene el primer o tercer lugar de uso a nivel mundial.

### Adopción en la industria
El mecanismo de extensión ActiveX es utilizado por muchos sitios web públicos y de aplicaciones web. Del mismo modo, los objetos auxiliares del explorador también son utilizados por muchos motores de búsqueda y empresas de terceros para la creación de complementos, como por ejemplo un motor de búsqueda en la barra de herramientas.

## Compatibilidad con sistemas operativos
Las versiones de Internet Explorer han tenido con el tiempo una amplia variedad de compatibilidad con sistemas operativos, que van desde estar disponible para muchas plataformas y varias versiones de Windows a la actualidad, en que solo en un par de versiones de Windows se sigue el desarrollo. Muchas versiones de IE tenían soporte a sistemas operativos a los que actualmente están exentos de actualizaciones. El crecimiento de Internet en el decenio de 1990 y 2000 implica que los navegadores actuales con pequeñas cuotas de mercado tienen más usuarios en total que en los primeros años. Por ejemplo, el 90% de cuota de mercado en 1997 serían aproximadamente 60 millones de usuarios, mientras que al comienzo de 2007 el 90% de cuota de mercado equivale a más de 900 millones. El resultado es que las versiones posteriores de IE6 han tenido muchos más usuarios en total que todas las versiones anteriores juntas.
El lanzamiento de IE7 a finales de 2006 dio lugar a un colapso de la cuota de mercado de IE6; en febrero de 2007 la cuota de mercado de la versión IE6 estaba alrededor del 50% y IE7 en el 29%.

### Internet Explorer en otros sistemas operativos
Internet Explorer ha publicado varias versiones de su navegador para diversos sistemas operativos, como la versión Internet Explorer para Mac, el Internet Explorer para UNIX y el Pocket Internet Explorer para dispositivos móviles. Todos fueron descontinuados por Microsoft.
También es posible instalar Internet Explorer a través de Wine en sistemas operativos del tipo POSIX (GNU/Linux, FreeBSD, Mac OS X, etc.). Con la herramienta winetricks se puede instalar automáticamente la versión 6 del explorador de Microsoft y configurar sus bibliotecas nativamente, también se puede instalar la versión 7 y la versión 8 si se desea, además es posible que algunas versiones antiguas de ciertos programas de windows arrancados en linux se necesite una versión de internet explorer instalada para que la aplicación pueda ser arrancada bajo wine, y con IE's4linux se pueden instalar las versiones 5.0. 5.5 y 6 y —en modo beta— la versión 7 (la aplicación de esta última herramienta está desaconsejada por el equipo de desarrolladores de Wine).
Wine incorpora también una versión modificada de internet explorer, esto es una versión de Internet Explorer adaptada bajo wine y recortada en funciones preparada para únicamente arrancar las páginas web bajo el motor trident, para ejecutarlo teclear este comando:
wine iexplore

## Eliminación
Si bien una actualización de Internet Explorer puede ser desinstalada de manera tradicional si el usuario ha guardado los archivos de desinstalación, la cuestión de desinstalar la versión del navegador que se incluye con un sistema operativo sigue siendo controvertida.
La idea de la eliminación de Internet Explorer se propuso durante la batalla entre Estados Unidos y Microsoft. Los críticos consideraron que los usuarios deberían tener el derecho de desinstalar Internet Explorer libremente como cualquier otro software o aplicación. Uno de los argumentos de Microsoft durante el juicio fue que la eliminación de Internet Explorer en Windows puede dar lugar a una inestabilidad del sistema.
El equipo científico australiano Shane Brooks demostró que Windows 98, de hecho, podría funcionar sin Internet Explorer. Brooks pasó a desarrollar software diseñado para personalizar las versiones de Windows mediante la eliminación de «elementos indeseables», que se conoce como 98lite. Más tarde creó XPlite basada en la misma idea.
La eliminación de Internet Explorer tiene una serie de consecuencias. Algunas aplicaciones que dependen de las bibliotecas instaladas por el IE pueden fallar o tener comportamientos inesperados. Intuit Quicken es un ejemplo típico, que depende en gran medida a la prestación de las bibliotecas HTML instaladas por el navegador. La ayuda de Windows y el sistema de soporte tampoco funcionarán debido a la fuerte dependencia de los archivos de ayuda HTML y componentes de IE. En Windows XP tampoco es posible ejecutar Microsoft Update con cualquier otro navegador, debido a que el servicio depende de un control ActiveX, que ningún otro navegador soporta. En Windows Vista, Microsoft Update se ejecuta como un applet del panel de control por lo que ya no necesita Internet Explorer.
Luego del lanzamiento de Windows 7, se supo que Internet Explorer iba a poder ser desinstalado del sistema. Los rumores se confirmaron cuando salieron las versiones preliminares; aunque en realidad, en esta versión de Windows, Internet Explorer puede ser desactivado, es decir, se puede volver a activar si el usuario lo desea. Se puede desactivar Internet Explorer en Windows 7 desde «Activar o desactivar las características de Windows».